# Pactolinus maurus
Pactolinus maurus är en skalbaggsart som först beskrevs av Sylvain Auguste de Marseul 1854.  Pactolinus maurus ingår i släktet Pactolinus och familjen stumpbaggar. Inga underarter finns listade i Catalogue of Life.